# 伊苏丹
伊苏丹（法語：Issoudun，法語：[isudœ̃] ⓘ），法国中部城市，中央-卢瓦尔河谷大区安德尔省的一个市镇，同时也是该省的一个副省会，下辖伊苏丹区，其市镇面积为36.6平方公里，2022年1月1日时人口数量为10,953人，是安德尔省人口第二多的城市，仅次于省会沙托鲁，在法国城市中排名第840位。
伊苏丹位于安德尔省东北部，泰奥勒河畔，是一个区域性的中心城市，莱索布赖－蒙托邦铁路和多条公路在此交汇。

## 地名来源
“伊苏丹”一名出现于中世纪中期，最初的书写形式为，拉丁语中意为“高处的城邦”，后逐渐衍变成为。

## 历史

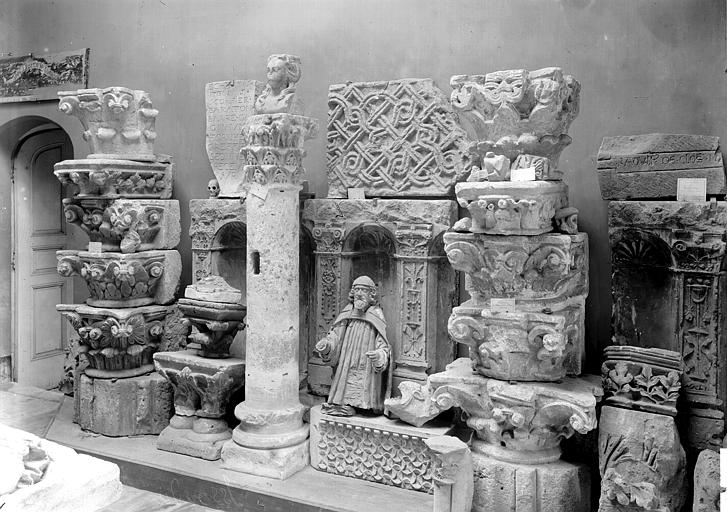
伊苏丹博物馆内展出的文物

伊苏丹历史悠久，早在高卢时期就已出现人类活动，彼时属于比蒂里日人的活动范围。中世纪初期为一处封建领地，公元12世纪被沙托鲁领主吞并。1200年，根据《古莱条约》，伊苏丹所在的贝里地区被路易八世继承，成为皇室领土。英法百年战争时期，黑太子爱德华曾占领此地。中世纪末期，当地遭受黑死病疫情的袭击。法国大革命后，伊苏丹成为安德尔省的一个市镇和地区行署，自1800年起成为该省的一个副省会。工业革命期间，随着铁路的开通，伊苏丹成为一个区域性的中心城市，当地人口数量有所增加。1939年，超过2,000名西班牙内战难民被安置于伊苏丹。二战后，当地建立了一所大学技术学院，市区东北部建立了开发区，迪奥在此设立了一处工厂。

## 地理

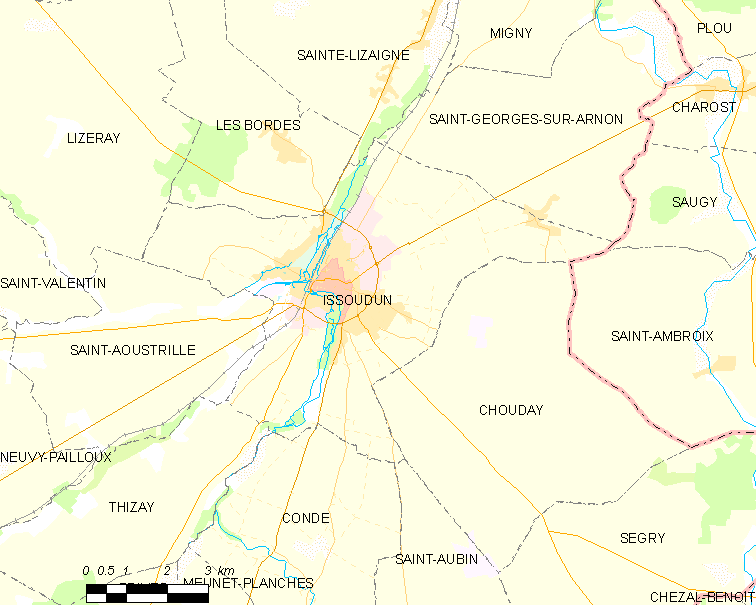
伊苏丹市镇范围地图

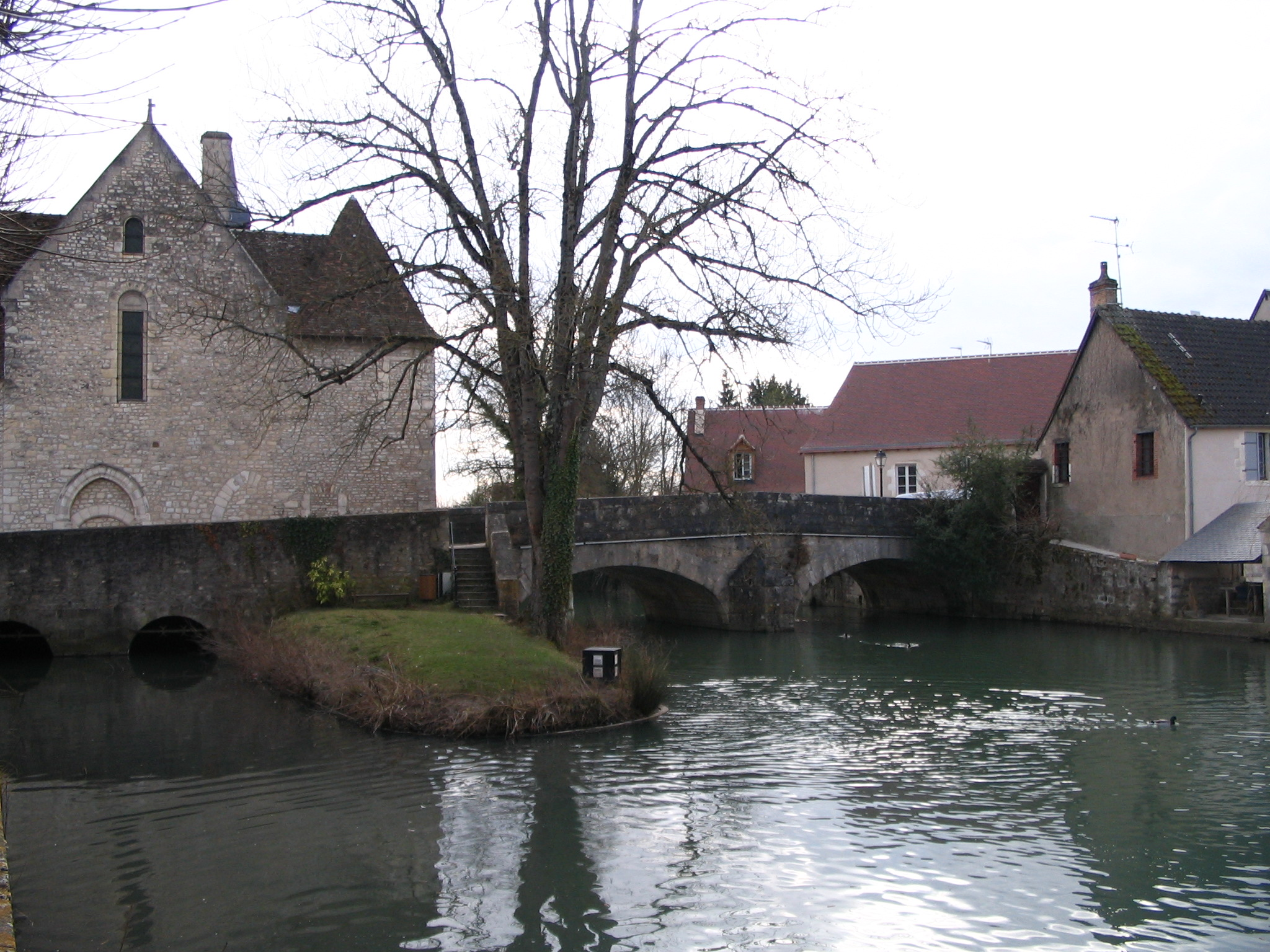
泰奥勒河伊苏丹段

伊苏丹位于法国中部，中央-卢瓦尔河谷大区南部和安德尔省东北部，距离省会沙托鲁大约28公里。与伊苏丹接壤的市镇包括：圣昂布鲁瓦、索日、莱博尔德、舒代、孔代、利兹赖、圣阿乌斯特里耶、圣欧班、阿尔农河畔圣乔治、圣利宰涅、蒂宰。

### 地形
伊苏丹位于贝里平原腹地，境内地势平坦，有少量浅丘，全境海拔在122到161米之间。

### 水文
泰奥勒河自南向北流经境内，属于卢瓦尔河流域，后者为法国五大河流之一。

### 植被
伊苏丹属于温带阔叶混交林区，市区内的主要绿地公园位于泰奥勒河两岸及弗朗索瓦·密特朗公园（Parc François Mitterrand）内，均常年免费向公众开放。
在鲜花城市的评比中，伊苏丹被评为4星级（最高级）鲜花城市。

### 气候
伊苏丹在柯本气候分类法中属于温带海洋性气候。
伊苏丹境内设有气象站，以下为该气象站的数据（其中日照数据取自沙托鲁）：
| 伊苏丹1981年－2019年 | 伊苏丹1981年－2019年 | 伊苏丹1981年－2019年 | 伊苏丹1981年－2019年 | 伊苏丹1981年－2019年 | 伊苏丹1981年－2019年 | 伊苏丹1981年－2019年 | 伊苏丹1981年－2019年 | 伊苏丹1981年－2019年 | 伊苏丹1981年－2019年 | 伊苏丹1981年－2019年 | 伊苏丹1981年－2019年 | 伊苏丹1981年－2019年 | 伊苏丹1981年－2019年 |
| 月份                 | 1月                  | 2月                  | 3月                  | 4月                  | 5月                  | 6月                  | 7月                  | 8月                  | 9月                  | 10月                 | 11月                 | 12月                 | 全年                 |
| -------------------- | -------------------- | -------------------- | -------------------- | -------------------- | -------------------- | -------------------- | -------------------- | -------------------- | -------------------- | -------------------- | -------------------- | -------------------- | -------------------- |
| 历史最高温 °C（°F）  | 18.1 (64.6)          | 21.9 (71.4)          | 25.7 (78.3)          | 29.2 (84.6)          | 33.4 (92.1)          | 38.4 (101.1)         | 39.5 (103.1)         | 40.8 (105.4)         | 35.5 (95.9)          | 29.8 (85.6)          | 24.9 (76.8)          | 18.3 (64.9)          | 40.8 (105.4)         |
| 平均高温 °C（°F）    | 7.5 (45.5)           | 9.2 (48.6)           | 13.3 (55.9)          | 16.3 (61.3)          | 20.5 (68.9)          | 24.3 (75.7)          | 26.5 (79.7)          | 26.4 (79.5)          | 21.8 (71.2)          | 17.2 (63.0)          | 11 (52)              | 7.5 (45.5)           | 16.8 (62.2)          |
| 日均气温 °C（°F）    | 4.6 (40.3)           | 5.4 (41.7)           | 8.3 (46.9)           | 10.8 (51.4)          | 14.9 (58.8)          | 18.3 (64.9)          | 20.3 (68.5)          | 20.3 (68.5)          | 16.3 (61.3)          | 12.8 (55.0)          | 7.7 (45.9)           | 4.7 (40.5)           | 12 (54)              |
| 平均低温 °C（°F）    | 1.6 (34.9)           | 1.6 (34.9)           | 3.3 (37.9)           | 5.4 (41.7)           | 9.2 (48.6)           | 12.3 (54.1)          | 14.2 (57.6)          | 14.3 (57.7)          | 10.7 (51.3)          | 8.4 (47.1)           | 4.3 (39.7)           | 1.9 (35.4)           | 7.3 (45.1)           |
| 历史最低温 °C（°F）  | −11.8 (10.8)         | −13.5 (7.7)          | −11.8 (10.8)         | −2.8 (27.0)          | −1.1 (30.0)          | 3.7 (38.7)           | 6.2 (43.2)           | 5.3 (41.5)           | 2.3 (36.1)           | −5.7 (21.7)          | −9.1 (15.6)          | −11.4 (11.5)         | −13.5 (7.7)          |
| 平均降水量 mm（）    | 59.8 (2.35)          | 49.8 (1.96)          | 52 (2.0)             | 64.9 (2.56)          | 73.9 (2.91)          | 53.3 (2.10)          | 61.2 (2.41)          | 59 (2.3)             | 66 (2.6)             | 66 (2.6)             | 67.3 (2.65)          | 69.5 (2.74)          | 742.7 (29.24)        |
| 月均日照時數         | 72.1                 | 91.9                 | 155.6                | 178.5                | 208.6                | 210.4                | 231.7                | 235.5                | 189.5                | 128.3                | 79.6                 | 59                   | 1,840.7              |
| 来源：infoclimat.fr  |                      |                      |                      |                      |                      |                      |                      |                      |                      |                      |                      |                      |                      |

## 行政区划
伊苏丹是法国中央-卢瓦尔河谷大区安德尔省的一个市镇，编号为36088，它也是安德尔省的一个副省会。伊苏丹下辖伊苏丹区，隶属于安德尔省第二选区，管理伊苏丹县，同时也是伊苏丹地区市镇公共社区的办公驻地。
法国国家统计与经济研究所（简称）在进行数据统计时，将伊苏丹单独设为伊苏丹城市核心区，并将包括核心区在内的周边共11个市镇划为伊苏丹城市区。自2020年起，伊苏丹城市区被包含20个市镇的伊苏丹城市辐射区代替。此外，还将伊苏丹市镇分为了7个“块区”（IRIS），以便于统计人口分布情况。

## 交通

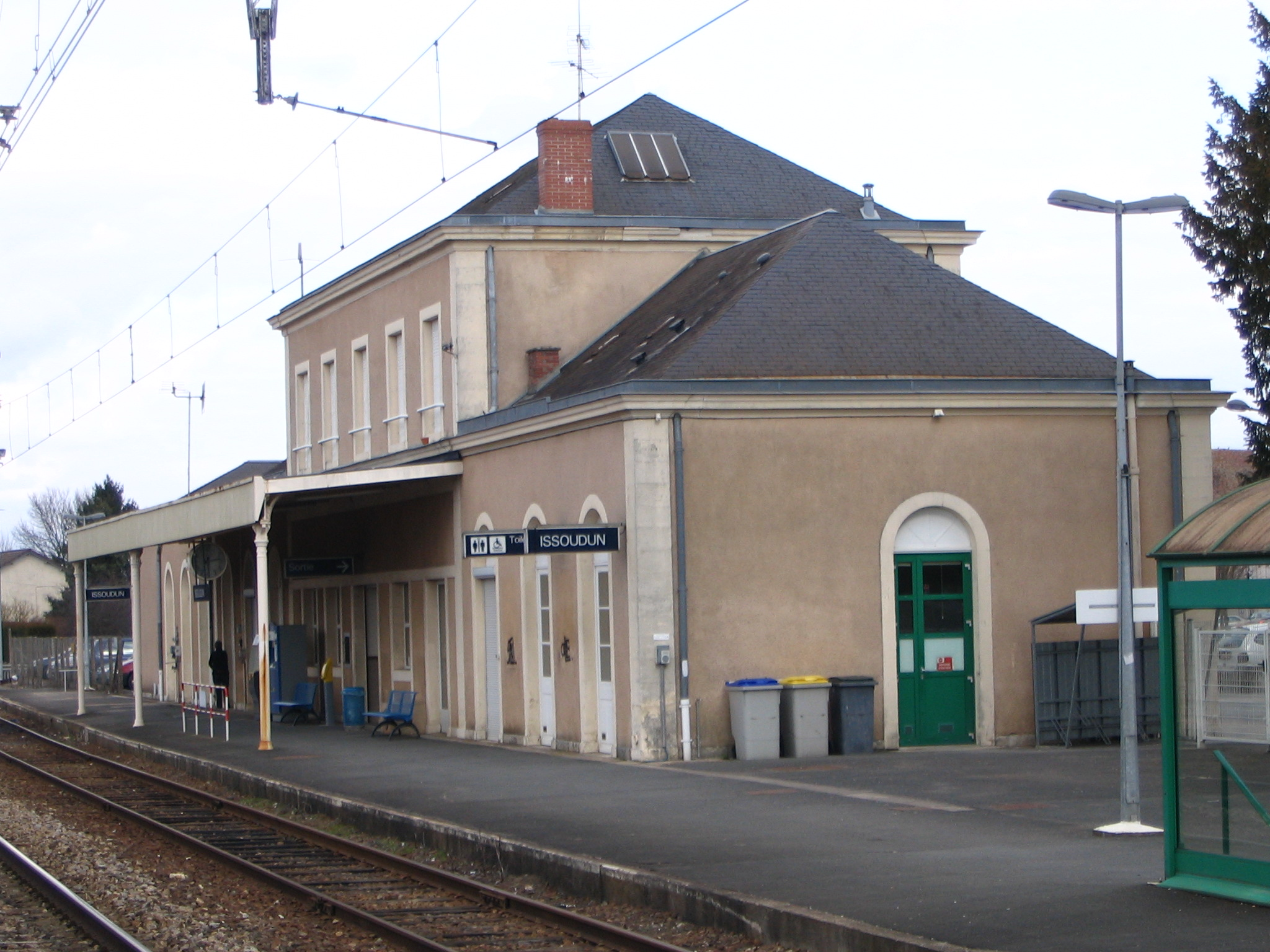
伊苏丹火车站

### 公路
法国国道N151线及多条安德尔省省道在伊苏丹境内交汇。中央-卢瓦尔河谷大区下属的城际客运系统开行前往布尔日、沙托鲁及维耶尔宗三个方向的常规汽车线路，并有少量校车线路可前往周边部分市镇
2018年，68.3%的伊苏丹家庭拥有至少一辆私人汽车。2019年，伊苏丹境内共发生各类交通事故4起，造成4人受伤。

### 铁路
伊苏丹位于奥尔良－蒙托邦铁路上。伊苏丹站位于市区西部，每天停靠一至两班可直达巴黎的城际列车，此外还停靠往返于奥尔良和利摩日一线的区域列车。

### 航空
距离伊苏丹最近的民用航空站为图尔-卢瓦尔河谷机场，距离伊苏丹市中心约132公里。

### 城市公共交通
伊苏丹城市公共交通（商业名称为）是当地的城市公共交通系统，含一条城市公交线路和三条郊区线路，均免费向公众开放。

## 政治
伊苏丹的现任市长为安德烈·莱涅尔先生，他是社会党的一名成员，在2020年的市政选举中获得了74.6%的支持率。
在2017年的法国总统大选中，法国第25任总统埃马纽埃尔·马克龙在伊苏丹获得了64.53%的支持率。
| 伊苏丹历届市长 |                                  |               |
| 任期           | 市长                             | 党派          |
| 1944年－1947年 | Martin de Laulerie 马丁·德洛勒里 | 不详          |
| 1947年－1949年 | Marcel Peyrat 马塞尔·佩拉        | PCF法国共产党 |
| 1949年－1971年 | René Caillaud 勒内·卡约          | RAD激进党     |
| 1971年－1977年 | Maurice Rousselle 莫里斯·鲁塞尔  | 不详          |

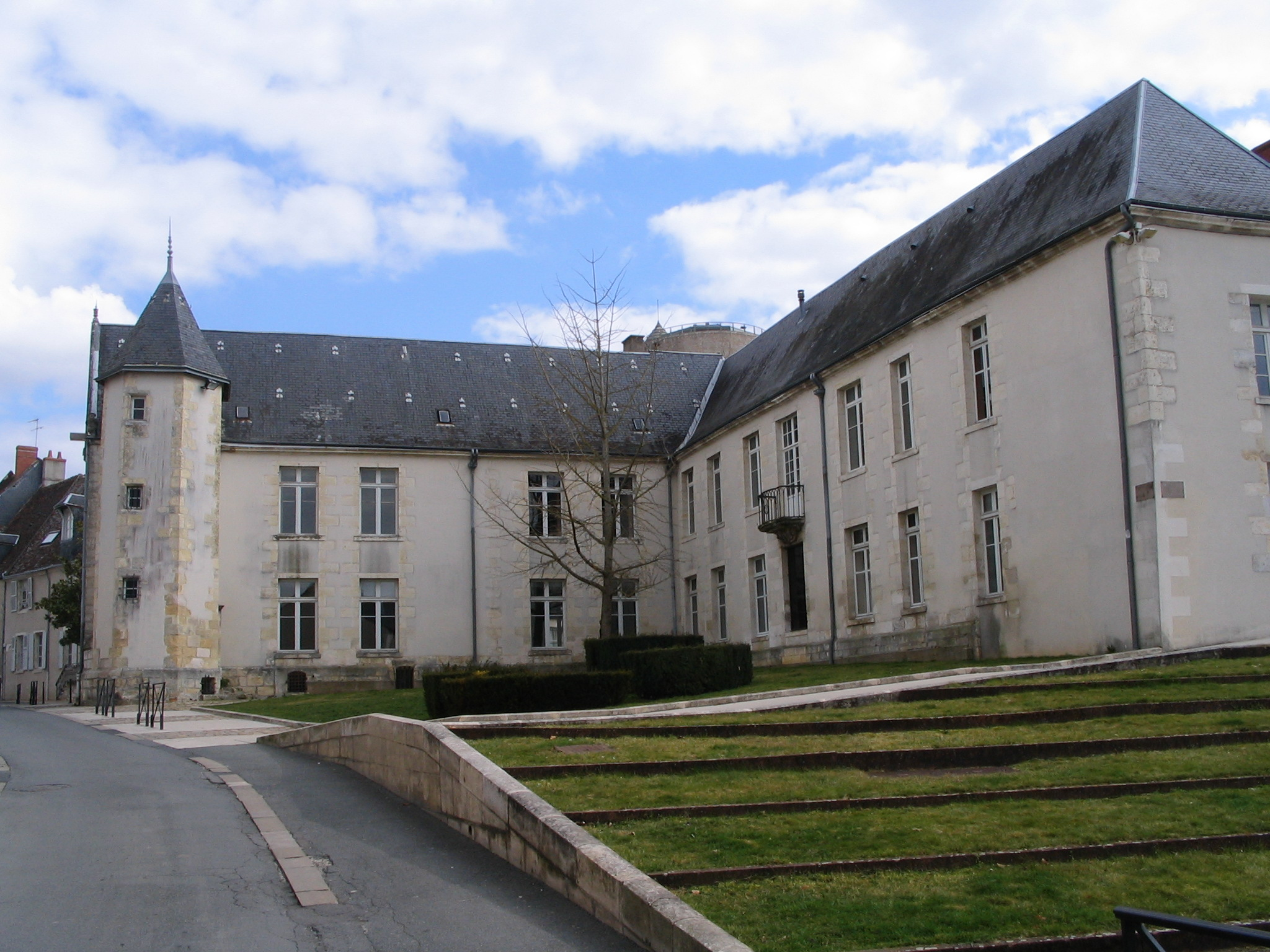
伊苏丹市政厅

| 1977年－       | André Laignel 安德烈·莱涅尔      | PS社会党      |

## 人口
2018年，伊苏丹市镇人口数量为11,690，在法国排名第840位。其中男性5,539人，女性6,151人，75岁及以上人口占14.3%，外籍人口数量为3,044人，人口密度为319人/平方公里，当地居民被称为（男性）或（女性）。2019年，伊苏丹境内出生93人，死亡人口200人。
| 年份   | 1936   | 1946   | 1954   | 1962   | 1968   | 1975   | 1982   | 1990   | 1999   | 2006   | 2011   | 2016   | 2017   | 2018   |
| ------ | ------ | ------ | ------ | ------ | ------ | ------ | ------ | ------ | ------ | ------ | ------ | ------ | ------ | ------ |
| 人口數 | 11,511 | 12,645 | 12,945 | 13,900 | 15,108 | 15,956 | 14,696 | 13,859 | 13,685 | 13,930 | 12,931 | 11,888 | 11,905 | 11,690 |

## 经济
伊苏丹是一个区域性的中心城市。截止2021年12月，当地共有各类用人单位（包含自雇）1,200家，平均历史为19年，其中98.53%为中小型企业（PME）。（大型零售）、（麦芽加工）及（金属配件）是当地2020年营业额最高的三个企业，分别为59,102,758欧元、44,107,769欧元和9,964,608欧元。

## 财政与居民收入
2019年，伊苏丹的财政收入总额为14,714,300欧元，财政支出总额为13,815,600欧元，当年的债务总额为470欧元。2021年，伊苏丹共获得3,681,911欧元的国家财政补助，比上一年减少了0.64%。
2019年，伊苏丹的人均月收入总额为2,127欧元，其中高级职员为3,407欧元，低于法国平均水平（4,230欧元）；中级职员为2,265欧元，低于法国平均水平（2,411欧元）；普通职员为1,692欧元，亦低于法国平均水平（1,740欧元）。
2018年，伊苏丹境内的青壮年（15至64岁）失业率为14.1%，当地45.5%的家庭拥有纳税资格，平均纳税2,000欧元，低于法国平均水平（3,910欧元）。

## 社会事务

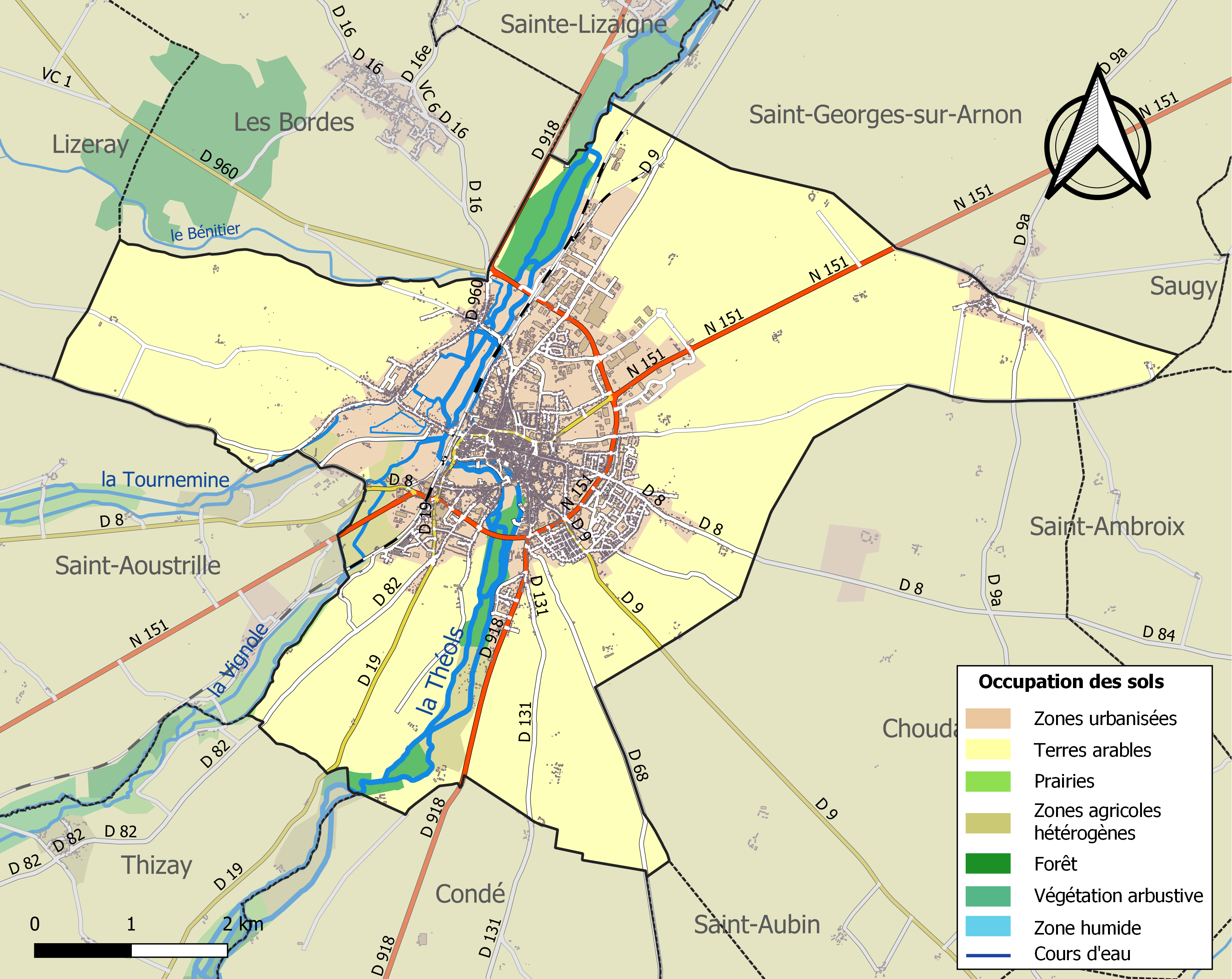
伊苏丹土地利用情况地图

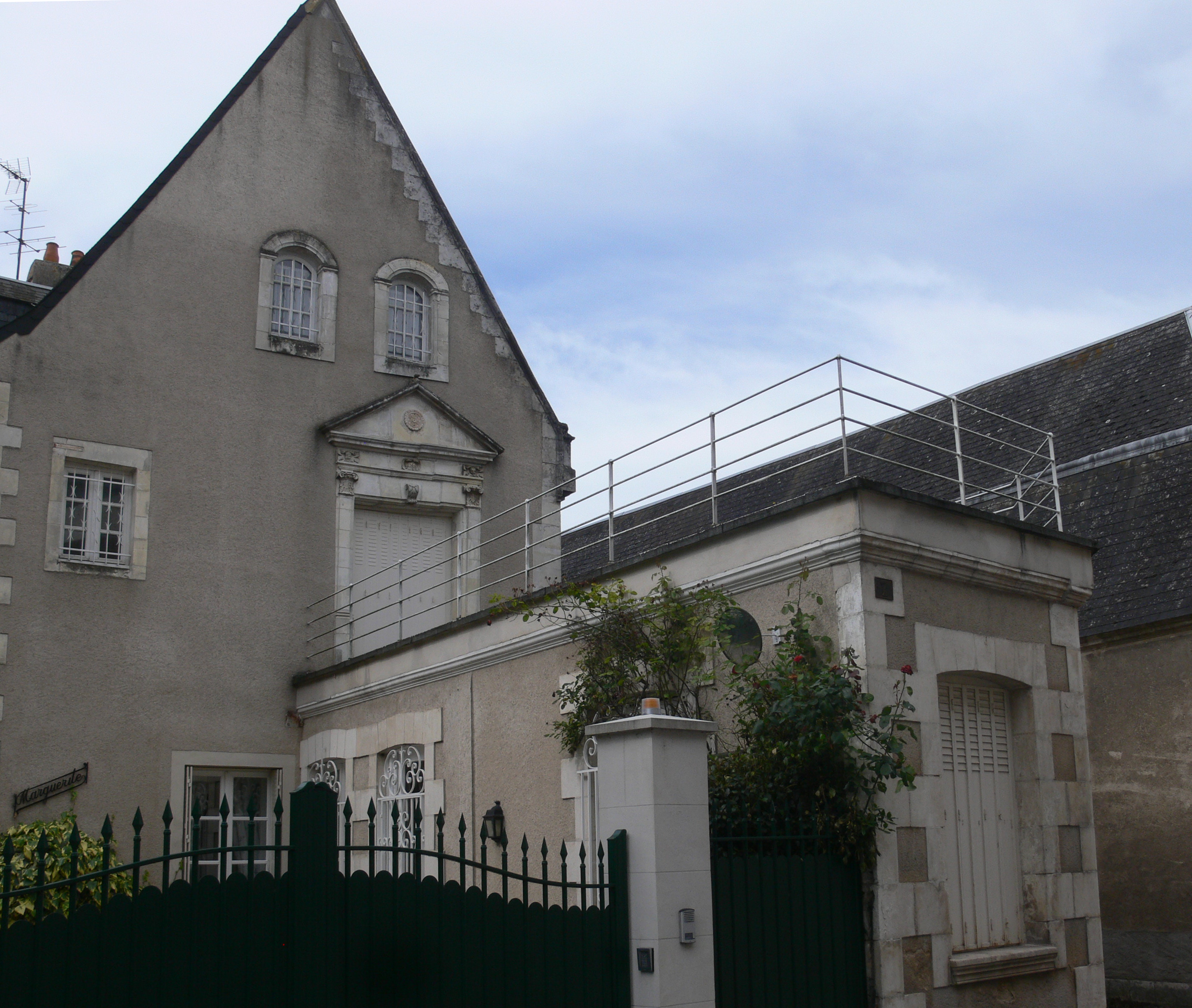
伊苏丹的一处民居

### 教育
伊苏丹属于奥尔良-图尔学区。截止2020年1月1日，伊苏丹境内共有4所幼儿园、5所小学、3所初级中学和2所普通高中。2018至2019学年度，伊苏丹境内共有在校中小学生1,613名。
在高等教育方面，奥尔良大学在伊苏丹设有一个应用科技学院（IUT）。

### 医疗
截止2020年1月1日，伊苏丹境内共有全科医生8名、保健师11名、牙医5名和护士15名。境内共有药房7家、养老院4家、残疾人帮扶中心6家。
伊苏丹中心医院，全名为“伊苏丹白塔中心医院”（Centre Hospitalier de la Tour Blanche de Issoudun），是法国的一个区域性医疗机构，其主病区位于伊苏丹市区，设有床位481个，是当地规模最大的公立综合性医院。

### 住房
2018年，伊苏丹境内共有各类住房7,226套，其中69.8%为独立式居民区，29.9%为集中式居民区。常住房屋占伊苏丹市镇范围内居民建筑总量的83.8%。
在住房保障政策方面，2020年，伊苏丹境内共有1,693户家庭获得了住房经济补助，受益人数占总人口数量的14.5%，其中1,637份为房租补助。

### 商业
2019年，伊苏丹境内共有各类实体商铺227家，其中餐厅29家、大型超市6家、杂货店8家、面包房8家、肉铺7家、书店2家、装饰品店2家、银行门店10家、美容美发店26家、汽车维修店14家。市区东北部建有开放式商业街区，利多超市伊苏丹店于2018年建成营业。

### 体育
2020年，伊苏丹境内共有1家游泳池、4间体育馆、2座综合体育场、5处网球场、1处马术场、3处足球或橄榄球场以及4处篮球或排球场。
截至2021年12月，伊苏丹运动员体育队（Sports Athlétiques Issoldunois）是当地唯一的注册足球俱乐部，2021至2022赛季参加安德尔省足球联赛，其主场伊苏丹市政球场（Stade Municipal d'Issoudun）位于市区东北部，是当地的主要体育设施。

### 环境
伊苏丹的环境事务由其所属的公共社区负责。2019年，伊苏丹境内共有3家污染企业。

### 治安
2019年，伊苏丹市镇范围内共有1处派出所和1处宪兵队。
2020年，伊苏丹宪兵总队辖区内共71个市镇累计发生各类案件1,473起，其中盗窃类案件746起，经济类案件220起，毒品交易类案件37起。

## 文化
2020年，伊苏丹境内共有1家电影院和1家博物馆。伊苏丹市政府提供多媒体中心，向公众全年开放。

### 建筑
伊苏丹境内有多处法国国家文物保护单位，其中白塔（Tour Blanche）是当地的地标性建筑物。

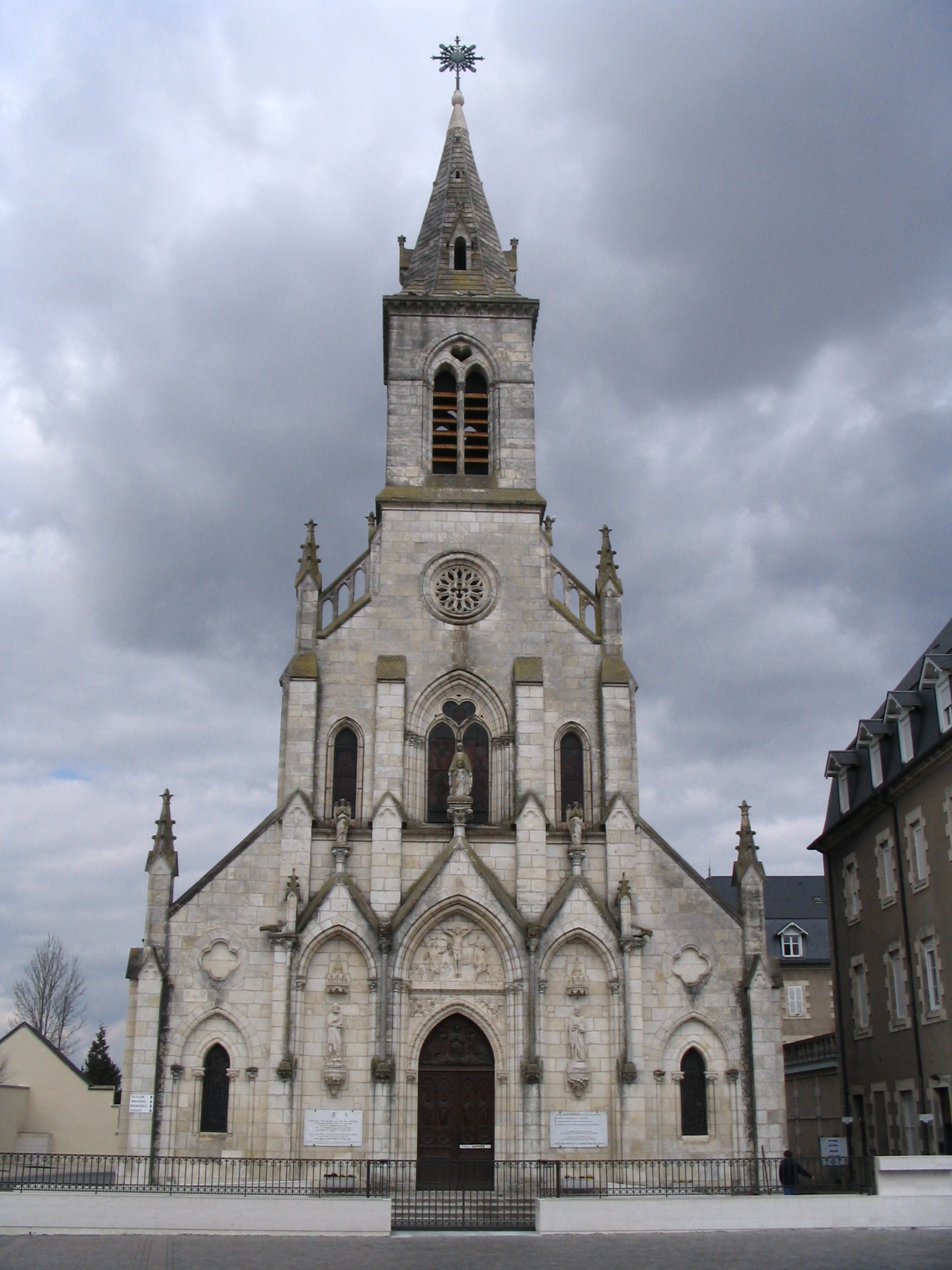
圣心圣母堂（法语：Basilique Notre-Dame du Sacré-Cœur d'Issoudun）
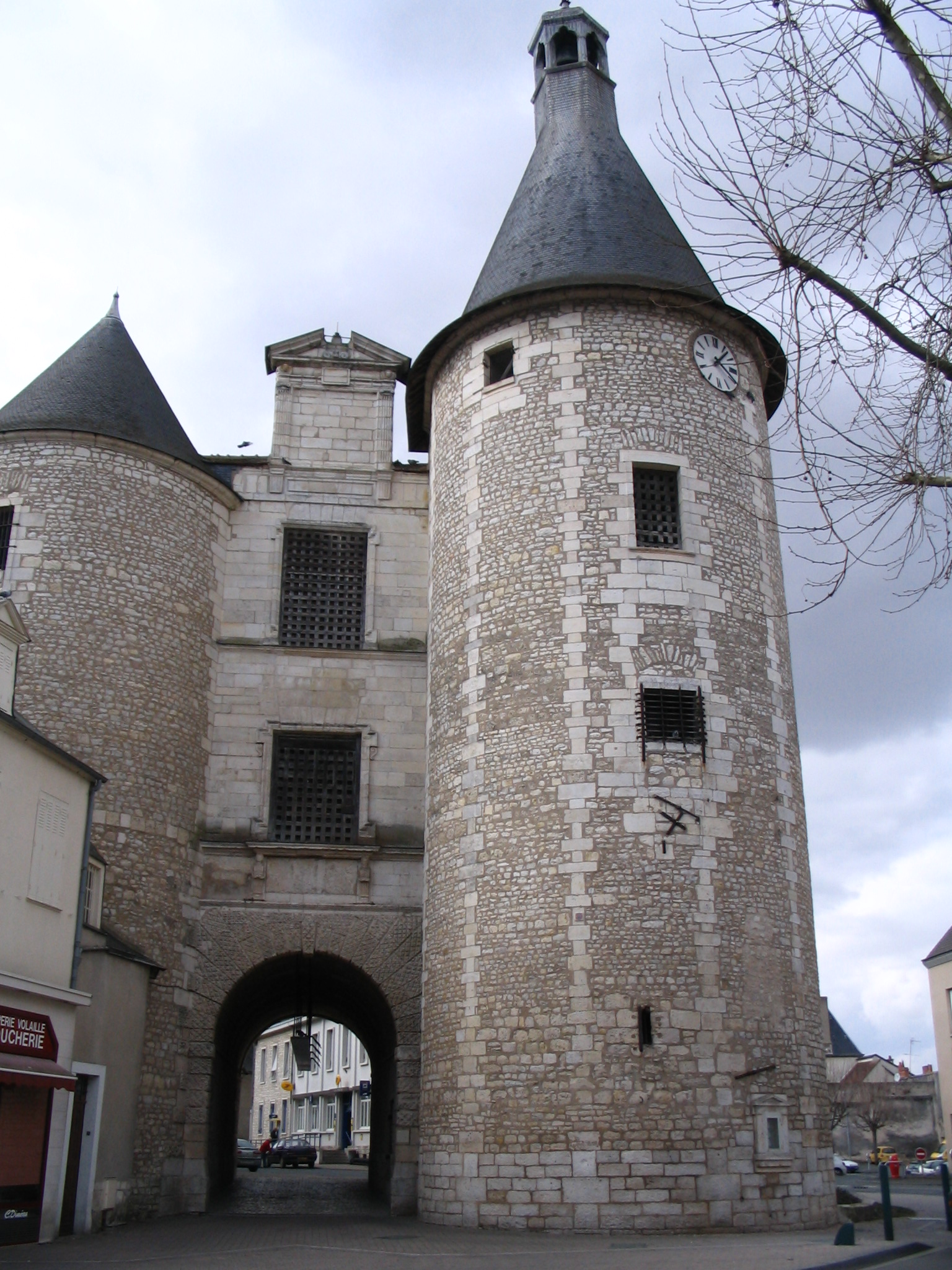
钟楼塔
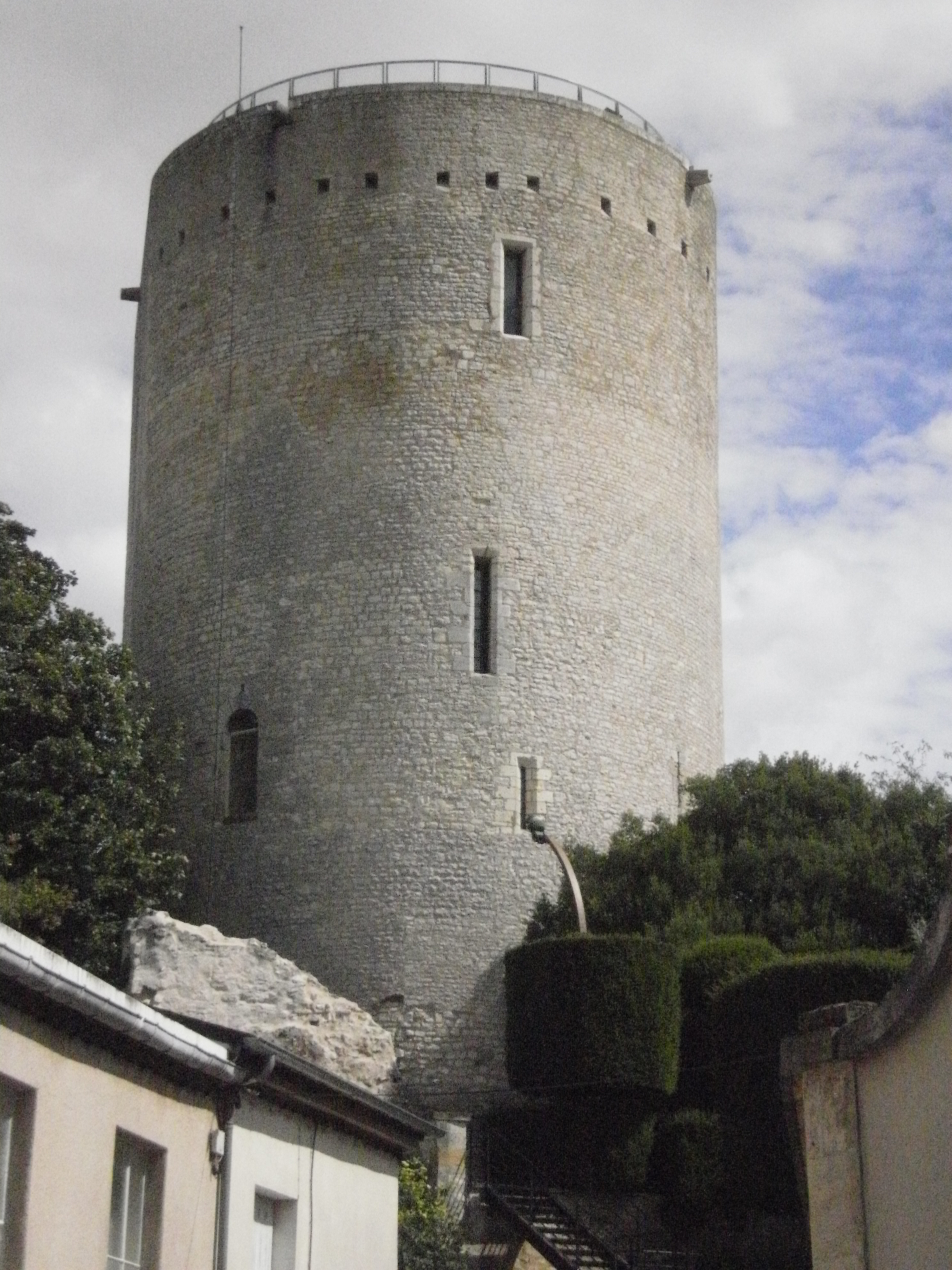
白塔
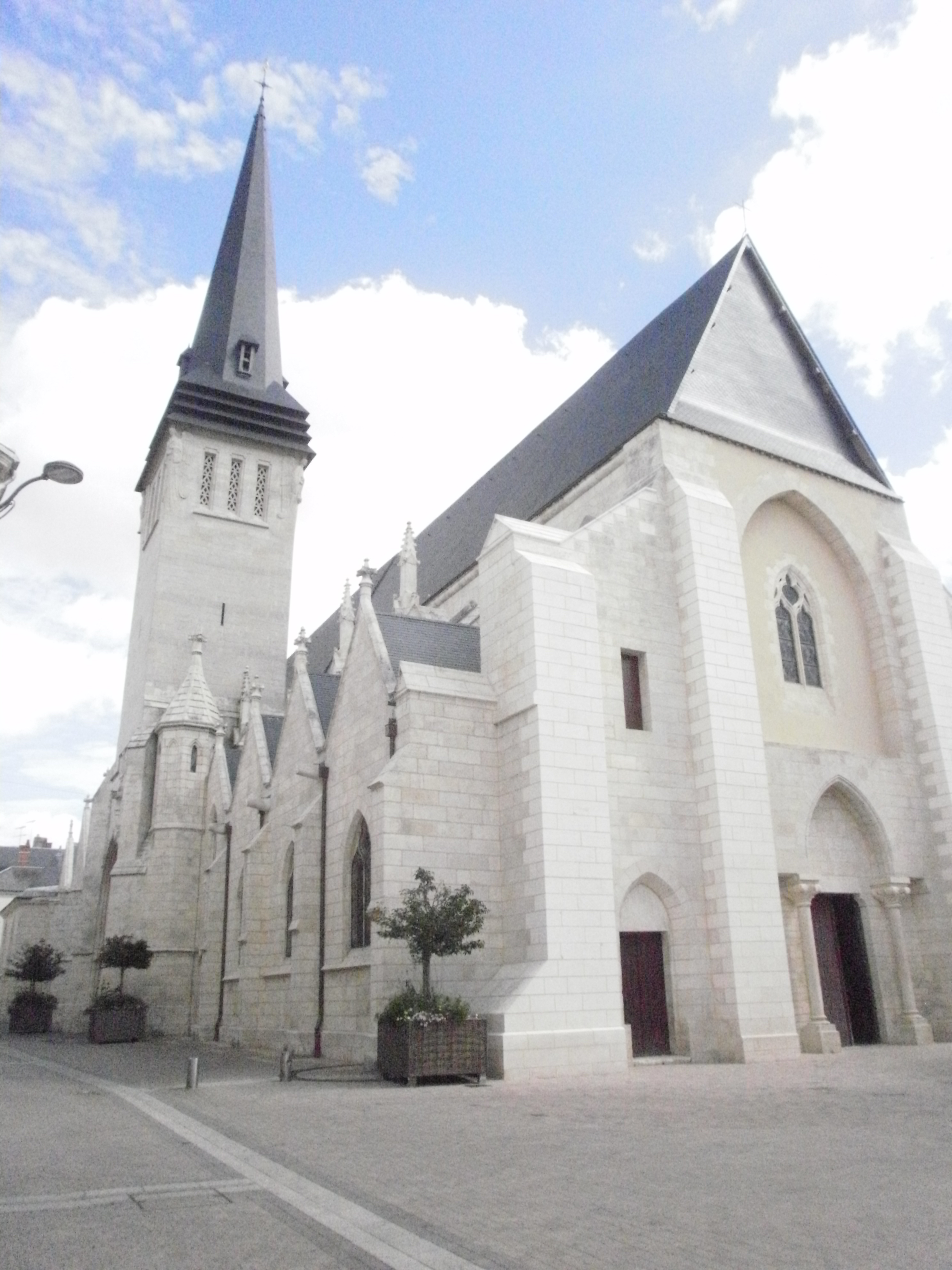
圣西尔教堂（法语：Église Saint-Cyr d'Issoudun）
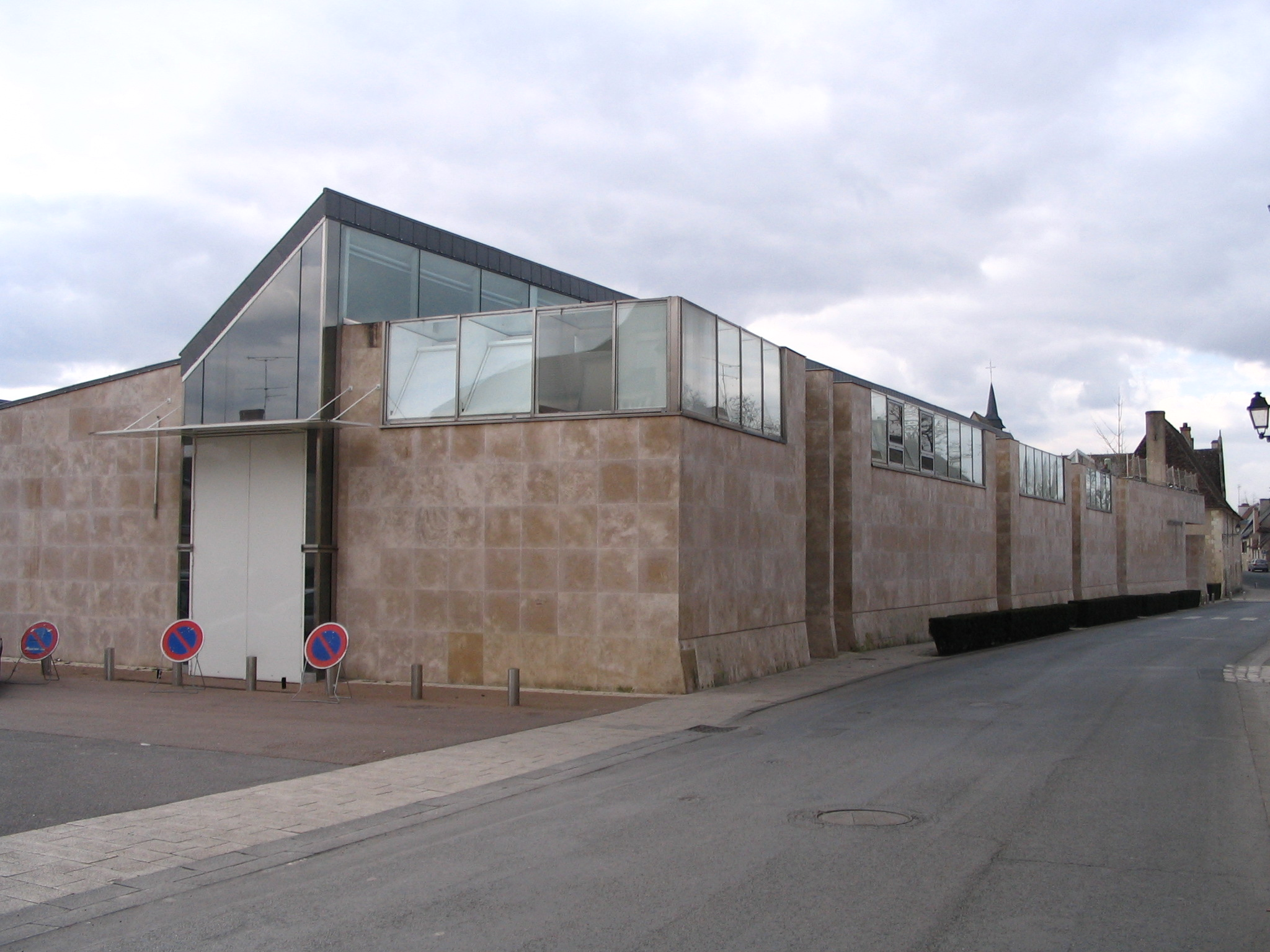
神学院
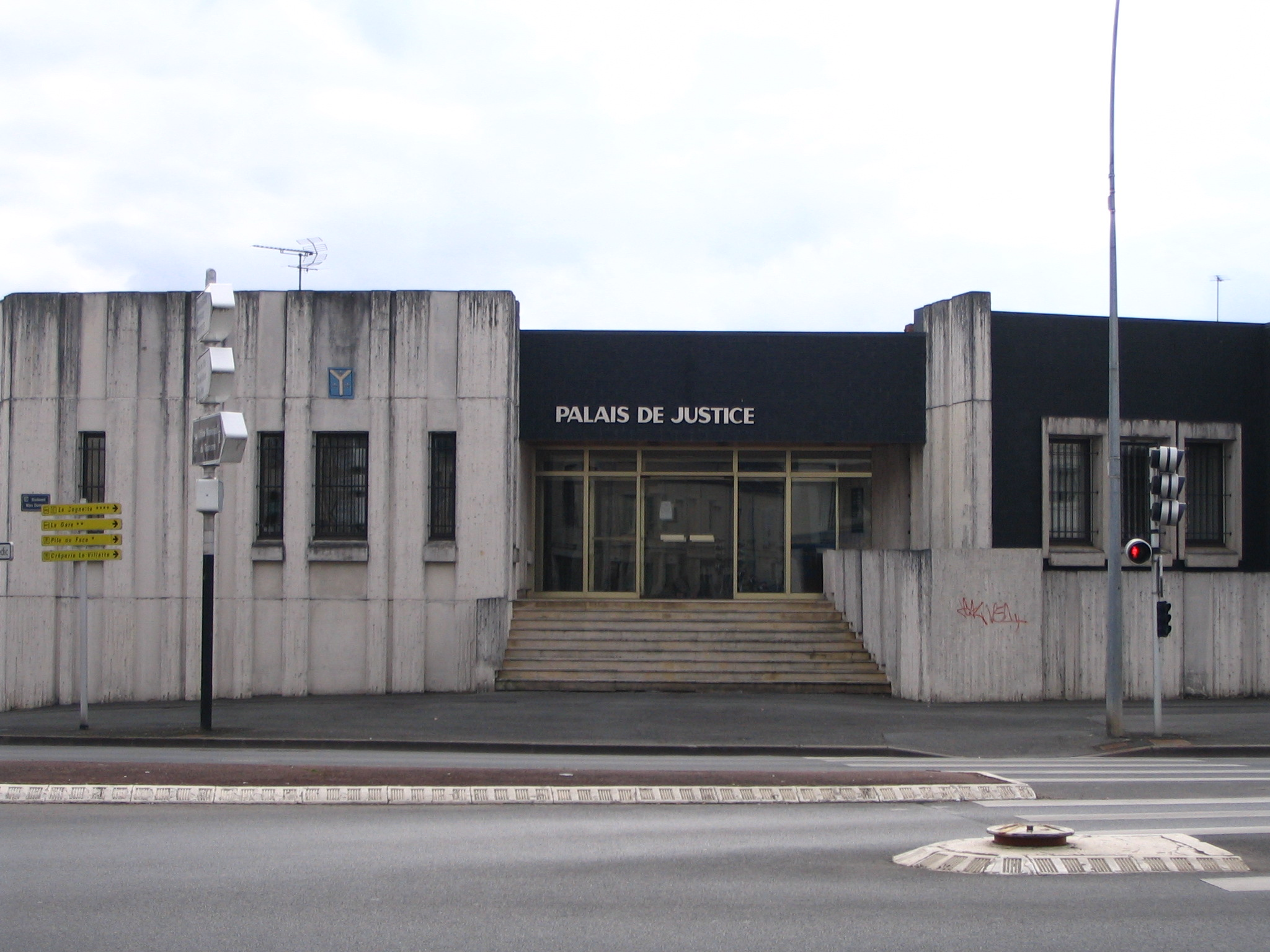
法宫
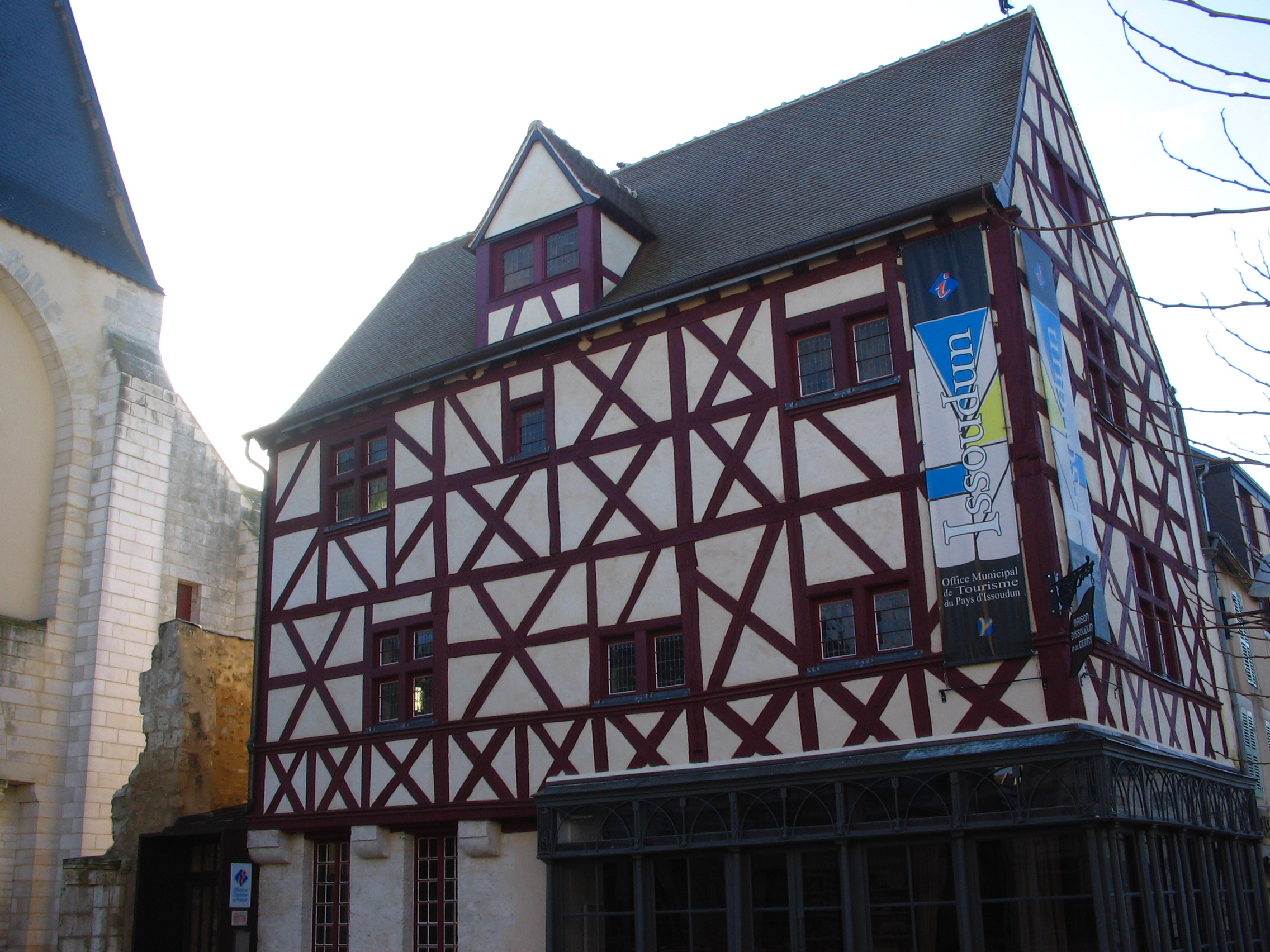
游客接待中心

### 旅游
伊苏丹的旅游事务由其所属的公共社区负责。2021年，伊苏丹境内共有5家酒店共计122间房间；另有1个露营地，可容纳共49辆露营车。

### 媒体
法国主要的媒体均可在伊苏丹接收，法国电视三台下属的中央-卢瓦尔河谷大区频道在部分时段播出伊苏丹所属区域的地方新闻。第一伊苏丹贝里频道（商业名称为）创建于2006年，是当地的一个地方性电视台，通过光纤可在全法国范围内接收。

## 友好城市
截至2020年5月，伊苏丹共与一座城市建立了友好城市关系：
- 魁北克省 伊苏丹圣心圣母村（法语：Notre-Dame-du-Sacré-Cœur-d'Issoudun）